# Paul Rand
Pour les articles homonymes, voir Rand et Rosenbaum.
Paul Rand, de son vrai nom Peretz Rosenbaum, né le 15 août 1914 à New York et mort le 26 novembre 1996 à Norwalk dans le Connecticut, est un graphiste américain. On lui doit notamment de nombreux logos d'entreprises, mais aussi des affiches et des livres pour enfants.
Son parcours artistique passa à New York par Pratt Institute de 1929 à 1932, Parsons The New School for Design en 1932-1933 et l'Art Students League of New York de 1933 à 1934.
Il fut le principal promoteur, américain, du « style suisse » couramment nommé style typographique international ou style international, sans pour autant en appliquer tous les codes et les dogmes[précision nécessaire].

## Biographie
C'est en 1914, au début de la Première Guerre mondiale, que Paul Rand vit le jour dans les quartiers de Brooklyn à New York. Issu d'une famille juive très portée sur la pratique religieuse, Paul Rand montra dès son plus jeune âge un intérêt particulier pour le dessin. Ce sont les bandes dessinées et les célébrités de l'époque qui furent ses premiers modèles.
Son goût pour le design s'amplifia par la suite avec les cours du soir à l'Institut Pratt de Brooklyn et de l'Art Students League of New York, mais aussi par sa lecture de revues étrangères de design et de graphisme, tel que Gebrauchsgraphik et Commercial Art. Il familiarisa ainsi avec les tenants et les aboutissants de l'art moderne : Cassandre, Fernand Léger, Theo van Doesburg…, tous alors Européens.
C'est dans l'agence de design industriel et publicitaire George Switzer Agency que Paul Rand eut son premier emploi. Il créait alors des polices de caractères et des packagings pour de grandes marques tel que Squibb ou Hormel.
Paul Rand ouvrit son studio de création en 1935, à 21 ans. Il fut sollicité quelques mois après par le bureau d'Esquire-Coronet qui lui proposa un poste de directeur artistique. Pas encore prêt, il attendit l'année suivante pour accepter une seconde proposition en tant que responsable de la rubrique mode du magazine.
Les grandes productions de Rand lui valurent d'être qualifié comme personnalité marquante en 1938. Cela lui permit de se faire repérer et de se voir confier la création de la couverture de plusieurs numéros de Direction, une revue artistique et culturelle progressiste. Il n'obtint pour ce travail aucune rémunération, mais jouit d'une totale liberté. Il réalisa ces couvertures de 1938 à 1941.
En 1941, il devint directeur artistique à l'agence de publicité que William Weintraub, son ancien associé d'Esquire-Coronet, vint de créer. Il réalisa aussi de nombreux encarts de magazines pour le laboratoire pharmaceutique Smith Klein & French et les grands magasins Orbach.

« Pour s'imposer, une publicité doit sortir des sentiers battus en utilisant un dispositif particulier: le symbole abstrait, mais en prenant garde toutefois, s'il est trop obscur, de le corriger par des formes universellement identifiables. »

Le travail de Rand dans les années 1930 modernisa la création publicitaire américaine. Peu considéré jusqu'alors, le travail de création publicitaire fut reconsidéré en tant qu'œuvre par Paul Rand. En effet, l'ensemble de processus (titraille, image, mise en page) requiert une vision esthétique particulière et mérite d'être signé selon lui.
Il écrivit son premier livre, Thoughts On Design, à l'âge de 32 ans. Il y commente ses nombreuses illustrations, ainsi que certaines de ses amis. Son analyse, à la fois fonctionnaliste (la fonction crée la forme) et personnelle, révèle beaucoup de questions jusqu'alors ignorées dans le monde publicitaire, tel que la place de l'humour, du lecteur ou du symbole. Malgré les nombreux autres textes importants de l'époque (tels que The New Typography de Jan Tschichold ou Layout Advertising de W. A. Dwiggins en 1928), Thoughts On Design devint une bible pour la génération qui suivit.
Durant les années 1940, il travailla beaucoup sur les couvertures et les mises en pages dans l'édition. C'est en défiant les normes de l'époque (jaquettes très élaborées, et calligraphiquement chargées), qu'il réussit à se faire apprécier par certains comme Thomas Mann ou Nicholas Monsarrat. Mais son audace typographique et sa simplicité d'affichiste lui valèrent aussi de mauvaises considérations artistiques, notamment par les maquettistes de l'époque, qui considéraient son travail comme « simplement graphique, et ne se préoccupant pas de l'histoire et de l'intention de l'auteur » (citation de Dwiggins).

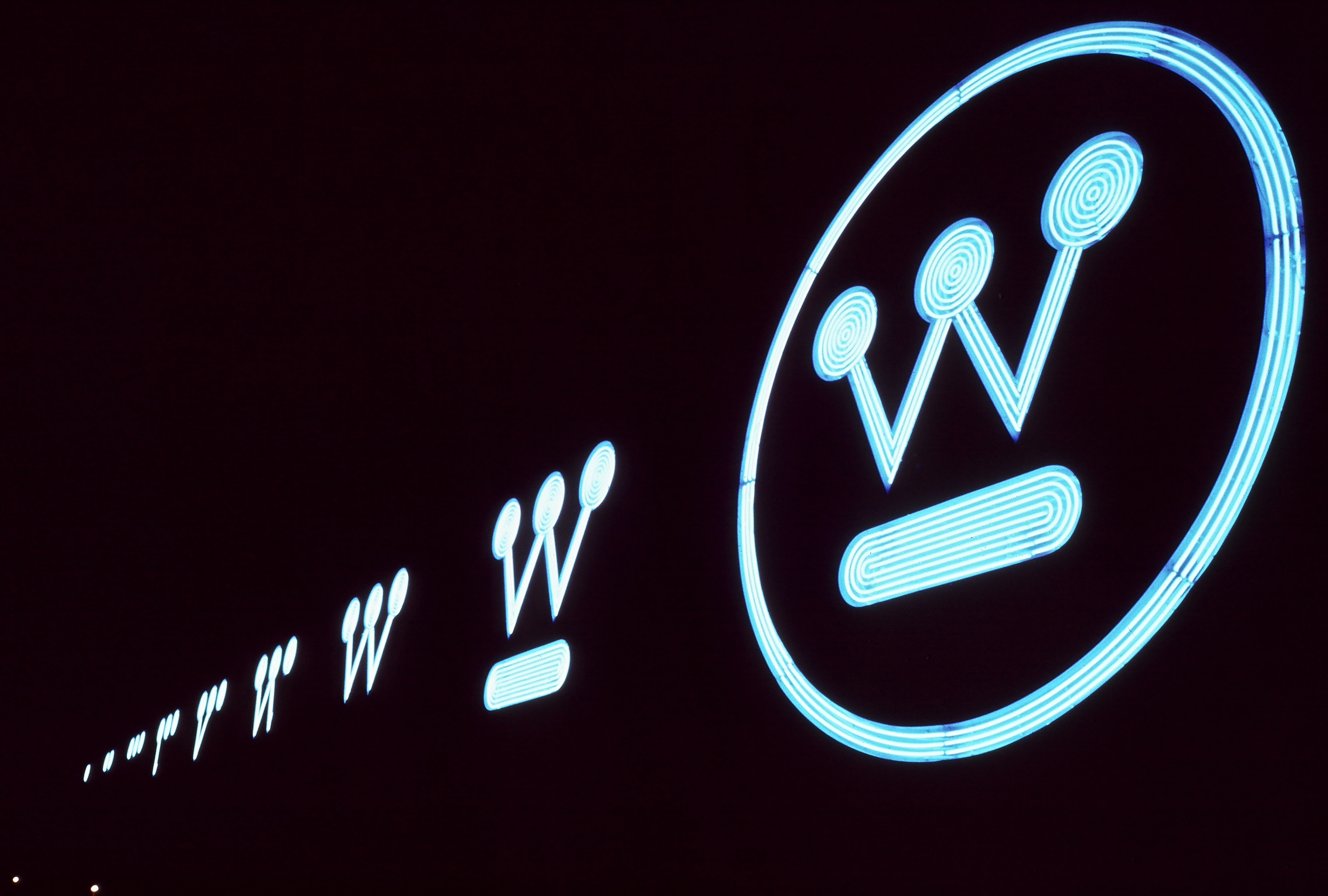
Logo de Westinghouse.

La publicité et l'édition occupent une place importante dans la carrière professionnelle de Rand, mais ce qui fit réellement sa renommée fut son travail dans la communication d'entreprise. En 1956, il fut engagé par Elliot Noyés comme conseiller en communication visuelle d'IBM. Il rejoint une équipe plus large composée d'Eero Saarinen pour l'architecture et Charles et Ray Eames pour la scénographie et le design d'intérieur. Ensemble, ils œuvrent à repenser de manière globale l'image de marque d'IBM.
Rand va ainsi repenser le logo d'IBM, qui reste depuis inchangé, et déploiera son travail graphique sur l'ensemble des supports de communication de la firme (papeterie, brochures, emballages, affiches et signalétique des bâtiments). C'est un des premiers exemple d'identité de corporate globale.
Paul Rand a par la suite enchainé les entreprises, en travaillant les logos de Westinghouse Electric (1961), United Parcel Service (1961), ABC (1962) et Cummins Engine (1979), mais aussi NeXT et Ford. Aujourd'hui, seul le logo de UPS n'est plus utilisé. Cela aurait d'ailleurs bien chagriné Paul Rand qui détestait « le changement pour le changement ».
Il termina sa carrière en tant qu'enseignant d'art graphique à l'université Yale dans le Connecticut, tout en continuant de donner des conférences. Il retranscrira ses « leçons » dans trois mémoires : Paul Rand: A Designer's Art (1985), Design Form and Chaos (1994) et From Lascaux to Brooklyn (1996).
Paul Rand meurt le 25 novembre 1996. Personne n'était au courant de sa maladie et sa mort surprit tout le monde. Quelques mois auparavant, il s'était distingué devant une salle comble au National Design Museum de New York. Il venait aussi de signer pour enseigner au MIT de Boston. Le jour de sa mort, il travaillait sur un nouveau logo[précision nécessaire].

## Réalisations
Cette section comprend une sélection de travaux considérés comme parmi les plus aboutis graphiquement. Certains d'entre eux créèrent une identité visuelle de marque ou de groupe très forte, et ce, pendant plusieurs décennies.

ABC
IBM
Ford Motor Company 1966 (non utilisé)

## Expositions
En 2007, le 18e Festival international de l'affiche et du graphisme de Chaumont lui a consacré une exposition  monographique.

## Publications
- This…Is the Stafford Stallion (1944)
- Thoughts on Design (1947)
- Trademark Design (1951)
- I Know a Lot of Things (1956)
- Sparkle and Spin (1957)
- The Trademarks of Paul Rand — A Selection (1960)
- Little 1 (1962)
- Listen! Listen! (1970)
- A Paul Rand Miscellany (1984)
- A Designer’s Art (1985)
- Good Design is Good Will (1987)
- Some Thoughts Some Logos (1991)
- From Cassandre to Chaos (1992)
- Failure by Design (1993)
- Design Form and Chaos (1993)
- From Lascaux to Brooklyn (1996)